# Fasada

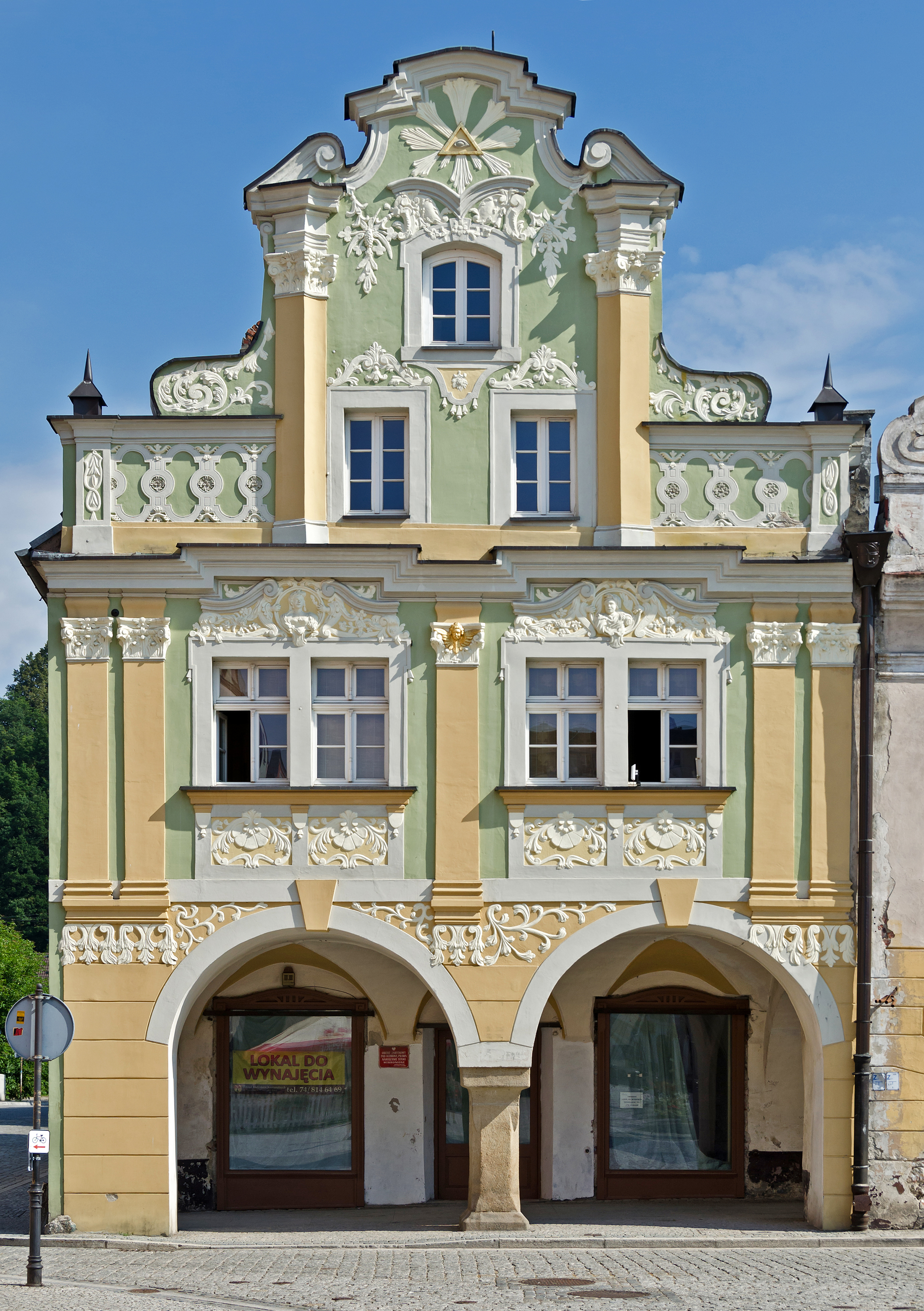
Fasada domu w Lądku-Zdroju

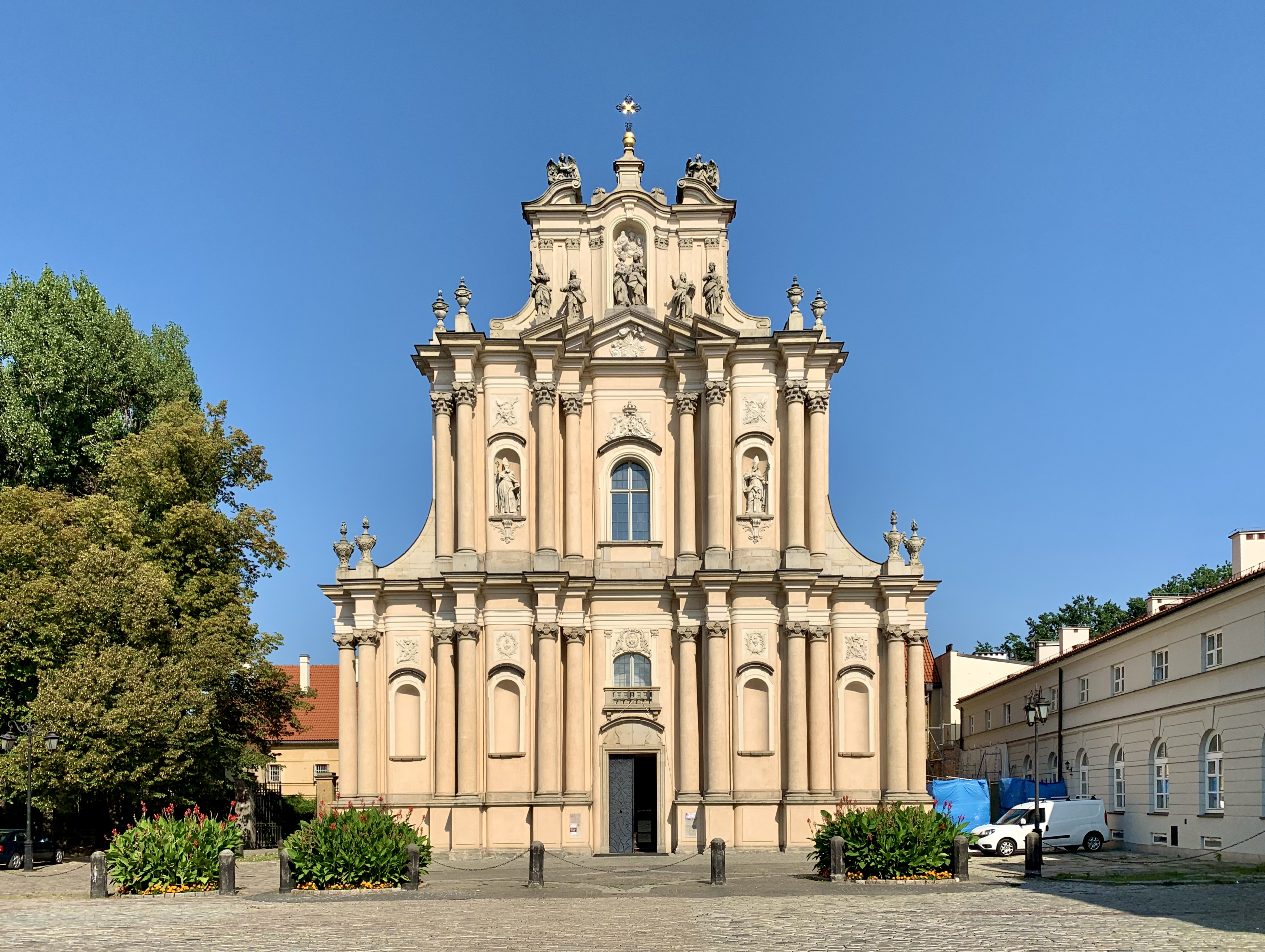
Fasada kościoła Wizytek w Warszawie

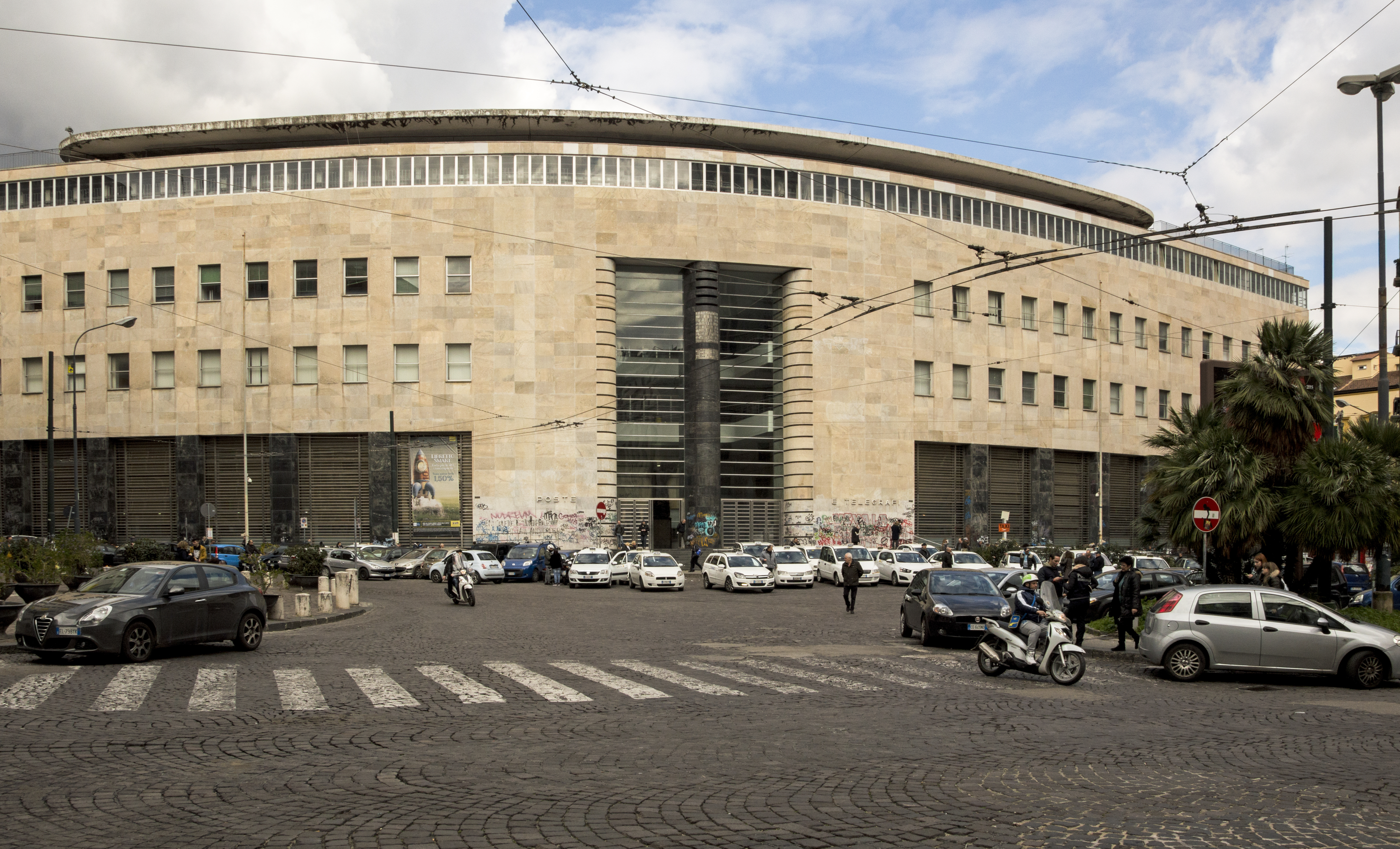
Fasada poczty w Neapolu, Gino Franzi, 1936. Arcydzieło modernizmu, zbudowane z marmuru i diorytu

Fasada – główna, efektowna elewacja budynku, o szczególnie dużej dekoracyjności, często monumentalna, spełniająca funkcje reprezentacyjne wobec całego gmachu, a przez to wyróżniająca się spośród pozostałych elewacji. Zazwyczaj jest to elewacja przednia, jednak w budynkach narożnych mogą istnieć dwie fasady, a w wolnostojących nawet trzy lub wszystkie.
Fasada, oprócz szczególnie bogatego zdobienia, może być wyposażona również w dodatkowe elementy architektoniczne, jak kolumny itp. (z wyłączeniem bram, które stanowią osobny element architektoniczny budynku), a swoim charakterem nawiązywać do reprezentacyjnych budowli z minionych epok architektonicznych, często nawet antycznych. Może jednak przybierać także inną formę, np. posiadać charakter ultranowoczesny.